# NGC 6120
NGC 6120 é uma galáxia espiral (Sd/P) localizada na direcção da constelação de Corona Borealis. Possui uma declinação de +37° 46' 27" e uma ascensão recta de 16 horas, 19 minutos e 48,1 segundos.
A galáxia NGC 6120 foi descoberta em 17 de Março de 1787 por William Herschel.